# Ламованя
 Ламованя, Ломуваня — річка в Україні у Мукачівському районі Закарпатської області. Права притока річки Визниці (басейн Дунаю).

## Опис
Довжина річки приблизно 10,53 км, найкоротша відстань між витоком і гирлом — 4,95  км, коефіцієнт звивистості річки — 2,13 . Формується багатьма гірськими струмками.

## Розташування
Бере початок на південних схилах гори Плішка (992,0 м). Тече переважно на південний захід через буковий ліс і на північно-західній стороні від села Грабово впадає у річку Визницю, праву притоку річки Латориці.

## Цікаві факти
- Річка Ламованя на туристичній карті[4].